# Primula jaffreyana
Primula jaffreyana är en viveväxtart som beskrevs av George King. Primula jaffreyana ingår i släktet vivor, och familjen viveväxter. Inga underarter finns listade i Catalogue of Life.